# Compagnie des guides de Saint-Gervais
La Compagnie des guides de Saint-Gervais est un organisme français de guides de haute montagne et d'accompagnateurs en moyenne montagne fondée en 1864 à Saint-Gervais-les-Bains dans le massif du Mont-Blanc. C'est la deuxième compagnie des guides en France après la Compagnie des guides de Chamonix. Elle regroupe une centaine de professionnels de la montagne.

## Historique
En 1784, on retrouve les premières mentions des guides de Saint-Gervais. Joseph, Jean-Baptiste et Guillaume Jacquet accompagnent le docteur Michel Paccard. En 1819, les guides font une tentative pour atteindre le sommet du mont Blanc depuis Saint-Gervais.
La première ascension de l'aiguille du Goûter est faite par les guides François Cuidet et Nicolas lors de l'expédition de Marc-Théodore Bourrit en 1786.
En 1853, le guide Joseph-Auguste Octenier atteint le sommet depuis le village de Saint-Gervais-les-Bains. Après la victoire sur le mont Blanc l’engouement pour l’alpinisme devient important à Saint-Gervais. En 1855, les Britanniques Charles Hudson et Edward Shirley Kennedy popularisent la voie classique d’accès au mont Blanc « la voie royale ».
Saint-Gervais compte déjà un petit nombre de guides en 1850 organisés en bureau de guides, en 1853, le guide-chef est Joseph-Auguste Octenier. Il réalise plusieurs fois l’ascension du mont Blanc en compagnie de clients anglais. Tous les guides de la vallée doivent aller passer leur examen devant un jury de Chamonix. En 1857, le guide-chef Octenier demande d’adjoindre des personnes de Saint-Gervais au jury d’examen. En 1858, le premier refuge du Goûter est construit par les guides de Saint-Gervais en soixante-huit portages. La première association officielle des guides de la vallée est fondée en 1864 à Saint-Gervais. En 1892, l’association devient la Société des guides de Saint-Gervais. On met en place le port obligatoire de la médaille. En 1937, la compagnie compte 16 guides aux Contamines-Montjoie et 42 à Saint-Gervais.
Les guides de Saint-Gervais ouvrent de nombreux itinéraire dans le massif du Mont-Blanc. En 1858, Frédéric Mollard escalade avec Coleman l’arête nord-est de l’aiguille de la Bérangère. Alphonse Estivin réussit la face nord-ouest du sommet des dômes de Miage en 1895. En 1902, les guides François Carcey et Jean Bayetto et leur client Henri Mettrier ouvrent l'arête Mettrier. La première de la face nord de l'aiguille de Bionnassay avec un client est faite par Léon Orset en 1926. André Chapelland et Léon Orset réalisent la première hivernale du mont Blanc par Saint-Gervais en 1932.
Le premier guide étranger (non originaire de la vallée) à être accepté à la compagnie est Clément Blanc en 1943. Gilbert Blanc de la vallée d’Abondance en est le second en 1946. La Compagnie des guides de Saint-Gervais prévoit dans ses statuts d’inclure les communes limitrophes. Dès 1965, elle prend le terme de Compagnie des guides Saint-Gervais Val-Monjoie et regroupe les bureaux de Saint-Gervais, des Contamines, de Megève et de Sallanches.
Dans les années 1980, le niveau professionnel est élevé avec la présence de guide comme Yannick Seigneur, Michel Berruex, Bertrand Dubois, Olivier Besson, et Pierre Gourdin. Ils organisent de nombreuses expéditions.
Depuis les années 2000, la Compagnie regroupe les guides d'un même massif et d'une même vallée, le val Montjoie situé au pied du mont Blanc. Forte de son identité au sein de la vallée, elle possède deux bureaux implantés dans les villages de Saint-Gervais-les-Bains et des Contamines-Montjoie. Depuis 2017, elle porte le nom de Compagnie des guides de Saint-Gervais/Les Contamines.

## Fête des guides
La fête des guides de Saint-Gervais et des Contamines est créée pour alimenter un fonds de solidarité : la caisse de secours. Son rôle est de venir en aide à tous les guides en cas de blessures et à leur famille en cas d’accident. Créée en 1937, la fête des guides permet d’alimenter le fonds solidaire. Elle se déroule chaque année le premier week-end du mois d'août.